# Vredeskerk (Świdnica)
De aan de Heilige Drievuldigheid gewijde protestantse Vredeskerk (Pools: Kościół Pokoju pw. Świętej Trójcy) in Świdnica (Duits: Schweidnitz) behoort tot de meest belangwekkende belangrijkste bezienswaardigheden van Silezië en geldt als de grootste vakwerkkerk van Europa. De Vredeskerken in Jawor en Świdnica staan sinds 2001 op de werelderfgoedlijst van UNESCO. 

## Geschiedenis

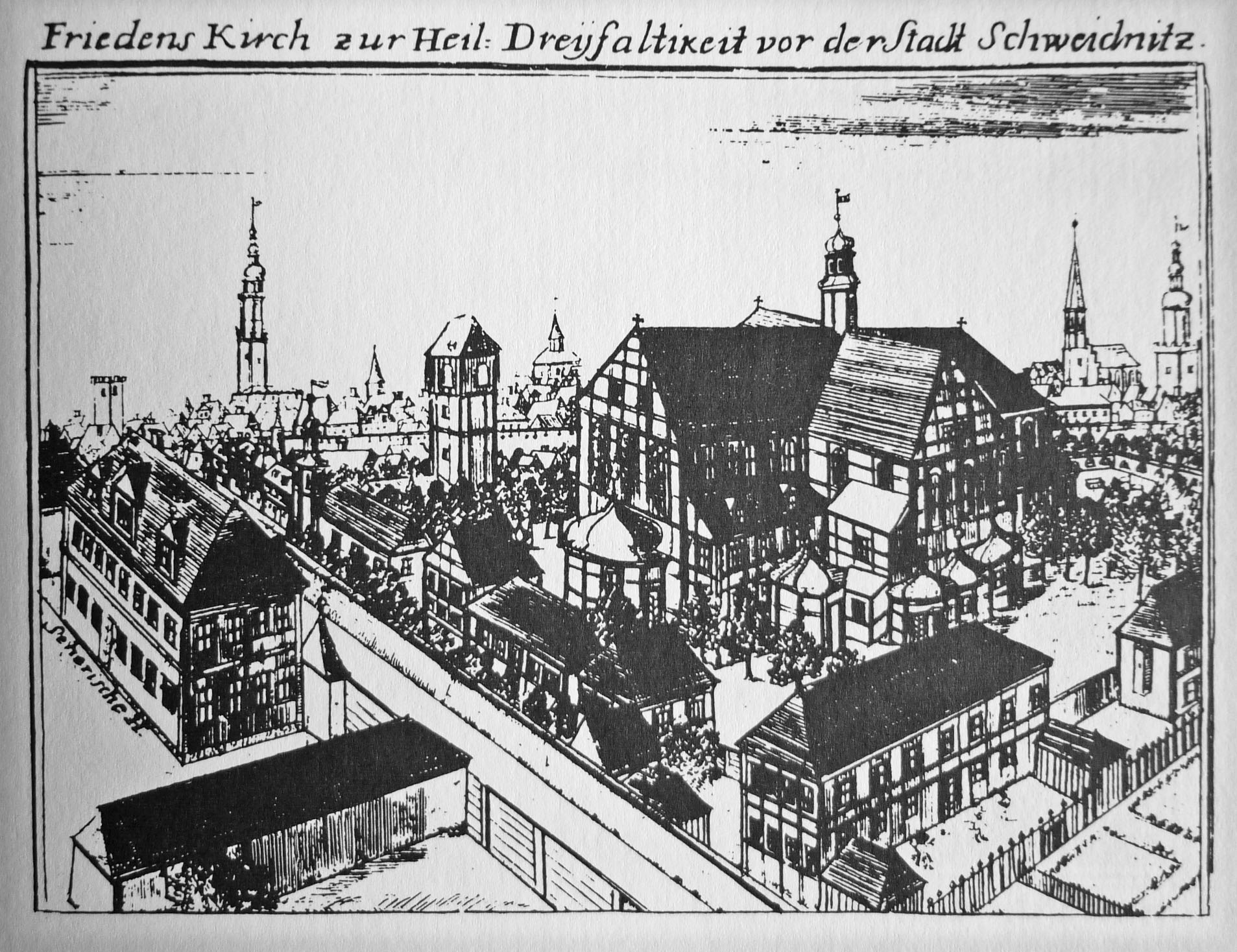
De Vredeskerk in Schweidnitz (1748-52)

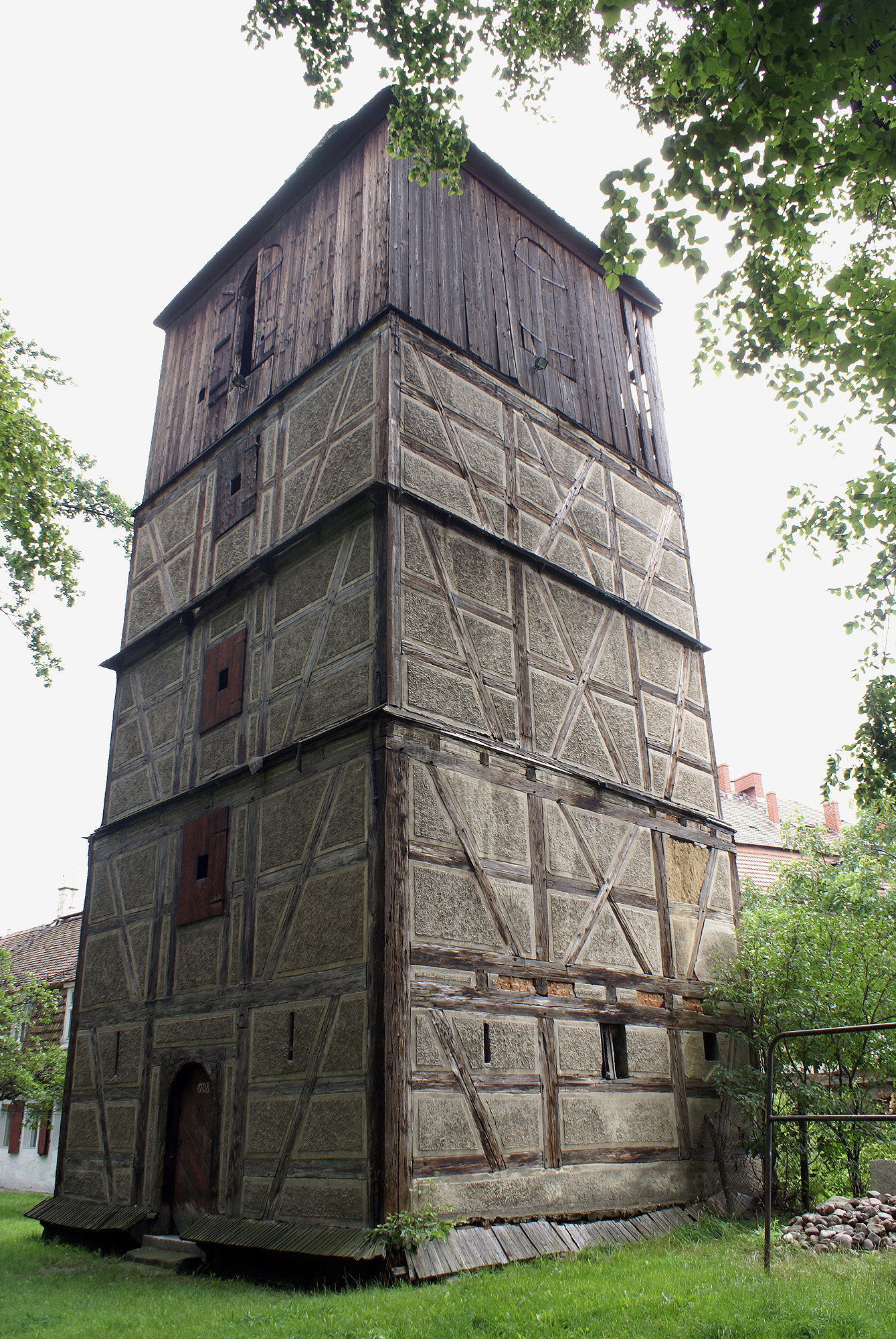
De klokkentoren uit 1708

De Vrede van Westfalen in 1648, dat het einde van de Dertigjarige Oorlog inluidde, leidde voor de protestanten in Silezië tot de toestemming van keizer Ferdinand III om drie Vredeskerken (Friedenskirchen) te bouwen: in Glogau (tegenwoordig Głogów), Jauer (Jawor) en Schweidnitz. In deze steden had de lutherse burgerij bij de doorvoering van de contrareformatie in 1629 haar kerkgebouwen aan de rooms-katholieken moeten afstaan. De machtspositie van het keizerlijke huis Habsburg was nu zodanig verzwakt dat er concessies aan met name aan Zweden en Brandenburg, de leiders van de lutherse partij in het Duitse Rijk, moesten worden gedaan. Er golden voor de bouw echter een aantal beperkingen die te maken hadden met de weerbaarheid. Voor de bouw van de kerken kwamen slechts onaantrekkelijke bouwlocaties buiten de stadsmuren in aanmerking. De kerken moesten weliswaar buiten de stad gebouwd worden maar mochten niet in geval van belegering in handen van vijanden de functie van bastion kunnen krijgen. Daarom mochten ze niet van baksteen worden opgetrokken, maar van hout, leem en stro. In één dag moesten ze zo nodig weer afgebroken kunnen worden. Ook mochten er geen torens bij de kerken worden gebouwd en was het niet toegestaan om kerkklokken te bezitten. De kerken moesten bovendien binnen een jaar worden voltooid en de bouwkosten kwamen volledig voor rekening van de leden van de lutherse gemeenten.
De kruisvormige kerk van Schweidnitz werd na een ontwerp van de uit Breslau afkomstige architect Albrecht von Saebisch (1610-1688) gebouwd. Met de bouw werd op 23 augustus 1656 begonnen en al binnen 10 maanden werd op 24 juni 1657 de eerste dienst in het splinternieuwe kerkgebouw gevierd. De barokke vakwerkkerk heeft een oppervlakte van ongeveer 1090 m²; er passen circa 7500 personen in en er zijn 3000 zitplaatsen.
Het orgel uit de jaren 1666-1669 werd gebouwd door Christoph Klose uit Brieg (Brzeg). Het doopvont (1661) werd door Pankratius Werner uit Hirschberg (Jelenia Góra) gemaakt. De beschildering van het plafond hebben Christoph Kalicki en Christian Süßenbach  in 1696 aangebracht. De bouw van de kansel en het altaar vond respectievelijk in de jaren 1729 en 1752 door Gottfried August Hoffmann plaats.
De Conventie van Altranstädt in 1707 maakte het de kerk mogelijk om een toren bij de kerk te bouwen en klokken aan te schaffen. Ook werd het toegestaan protestantse scholen bij de Vredeskerken te bouwen. Met de bouw van de Latijnse school van Schweidnitz werd op 6 maart 1708 begonnen en het gebouw werd nog in hetzelfde jaar voltooid. Tot de bekende leerlingen behoorden o.a. Carl Gotthard Langhans, bouwer van de Brandenburger Tor, en de dichter Johann Christian Günther.
Sinds 1992 wordt er aan de restauratie van de kerk gewerkt. Zij is in bezit gegeven van de Poolse lutherse kerk maar ter plaatse is na verdrijving van de Duits bevolking in 1945 geen lutherse gemeente meer, talrijk genoeg om de gebruikelijke diensten te kunnen houden.

## Muziek
Tot de organisten van de kerk behoorde Christoph Gottlob Wecker (1700-1774), een leerling van Johann Sebastian Bach. Om deze reden wordt er sinds 2000 in de zomer jaarlijks een Bach-festival georganiseerd.

## Afbeeldingen

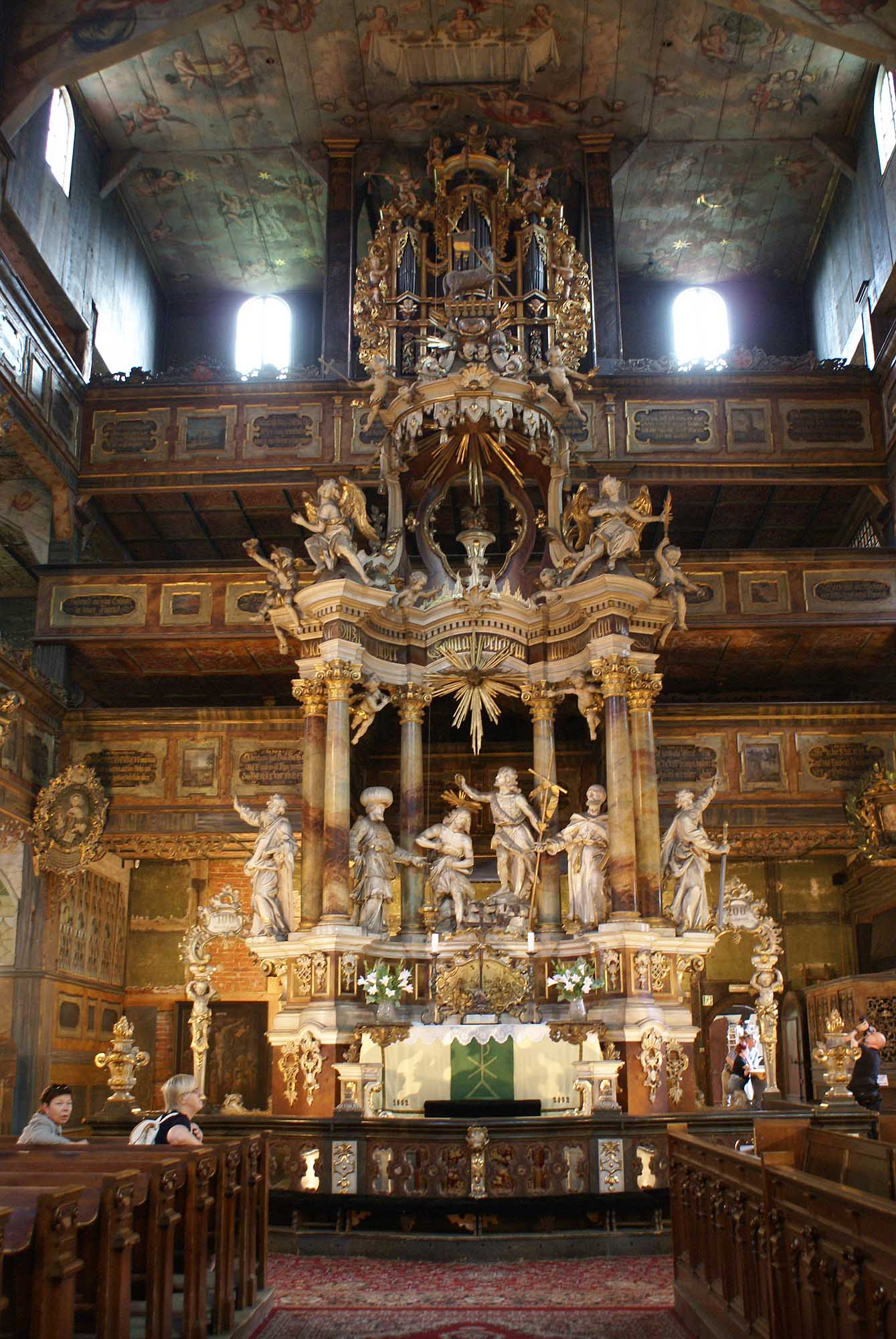
Altaar
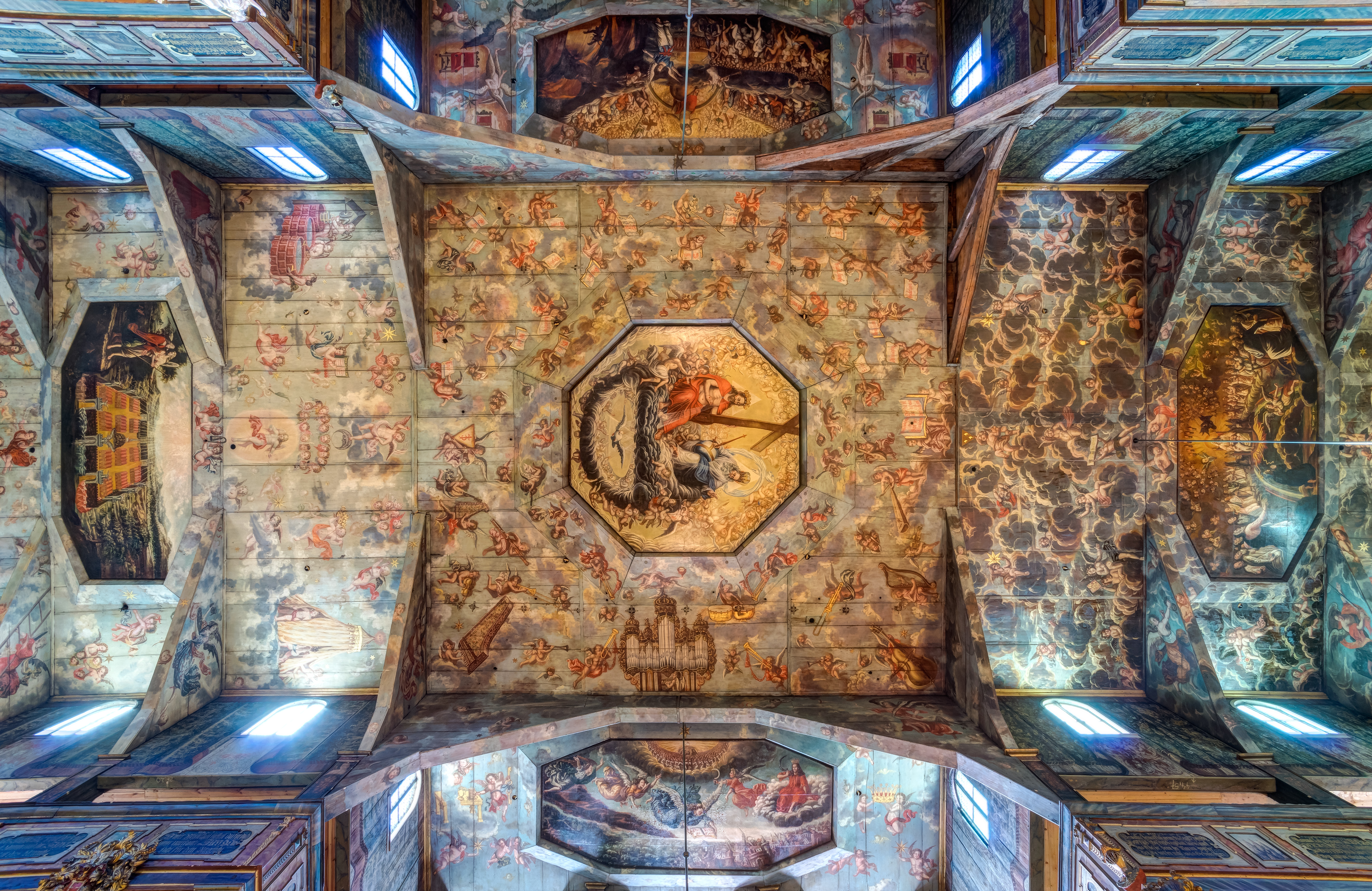
Schilderij aan het plafond
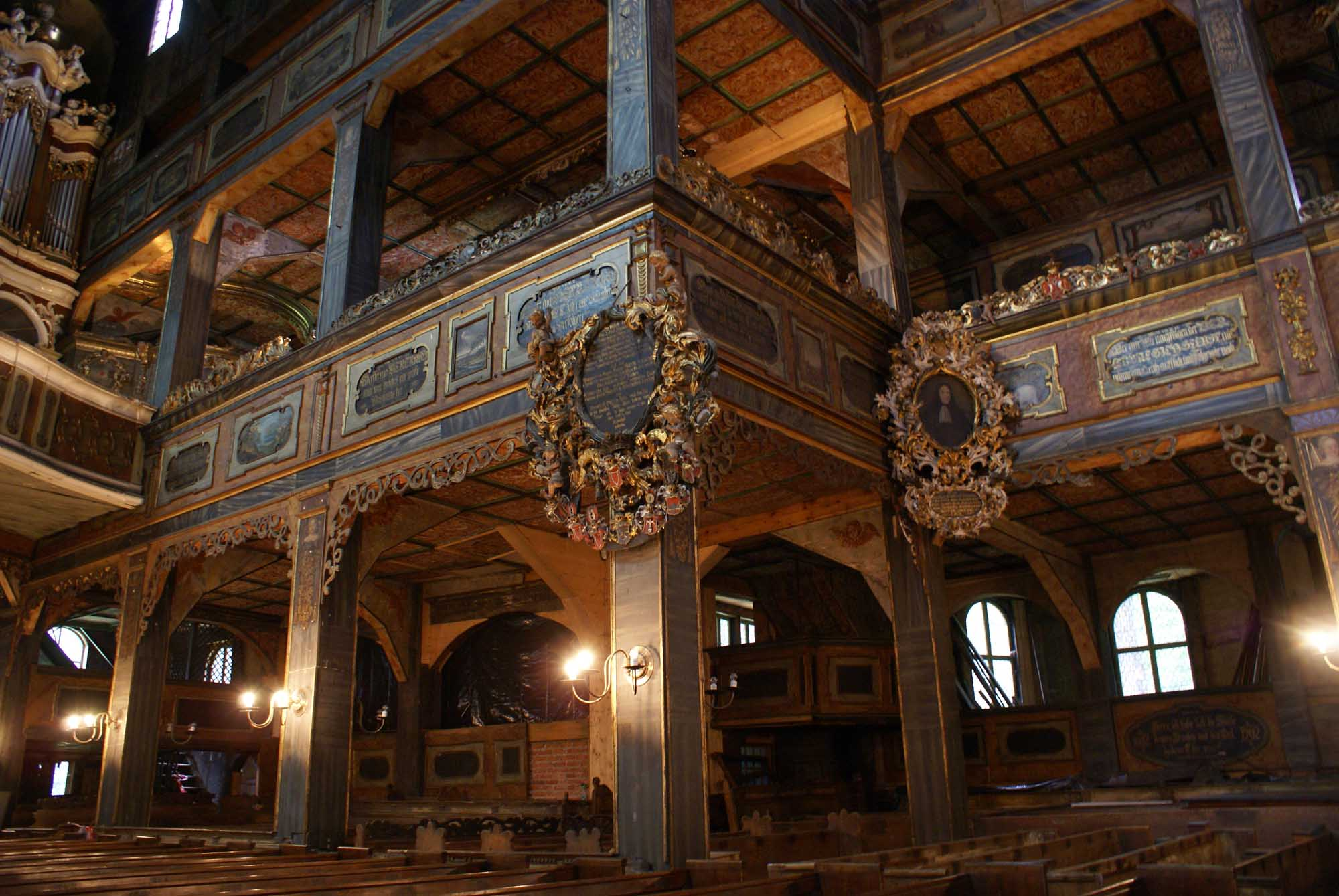
Galerijen
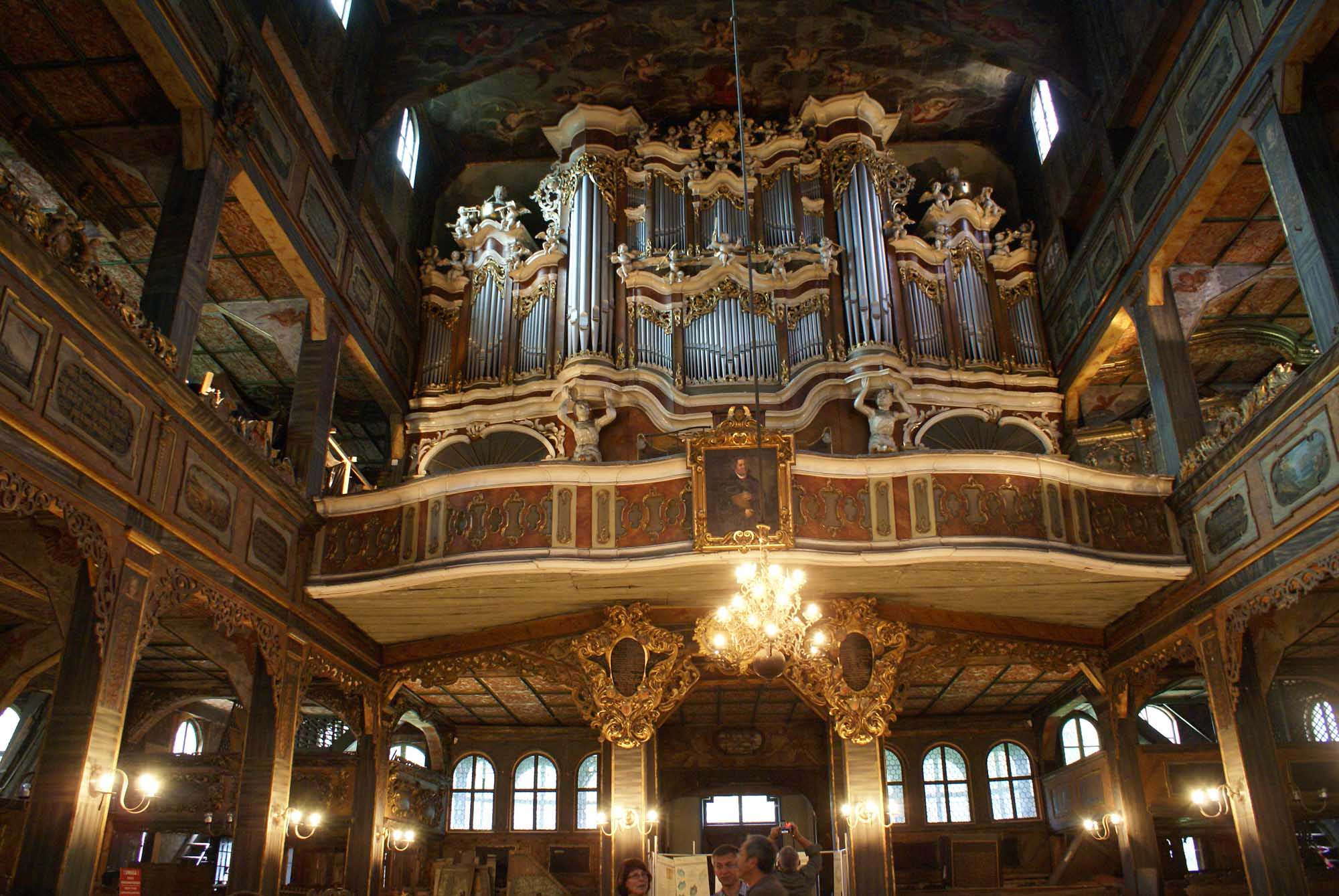
Orgel
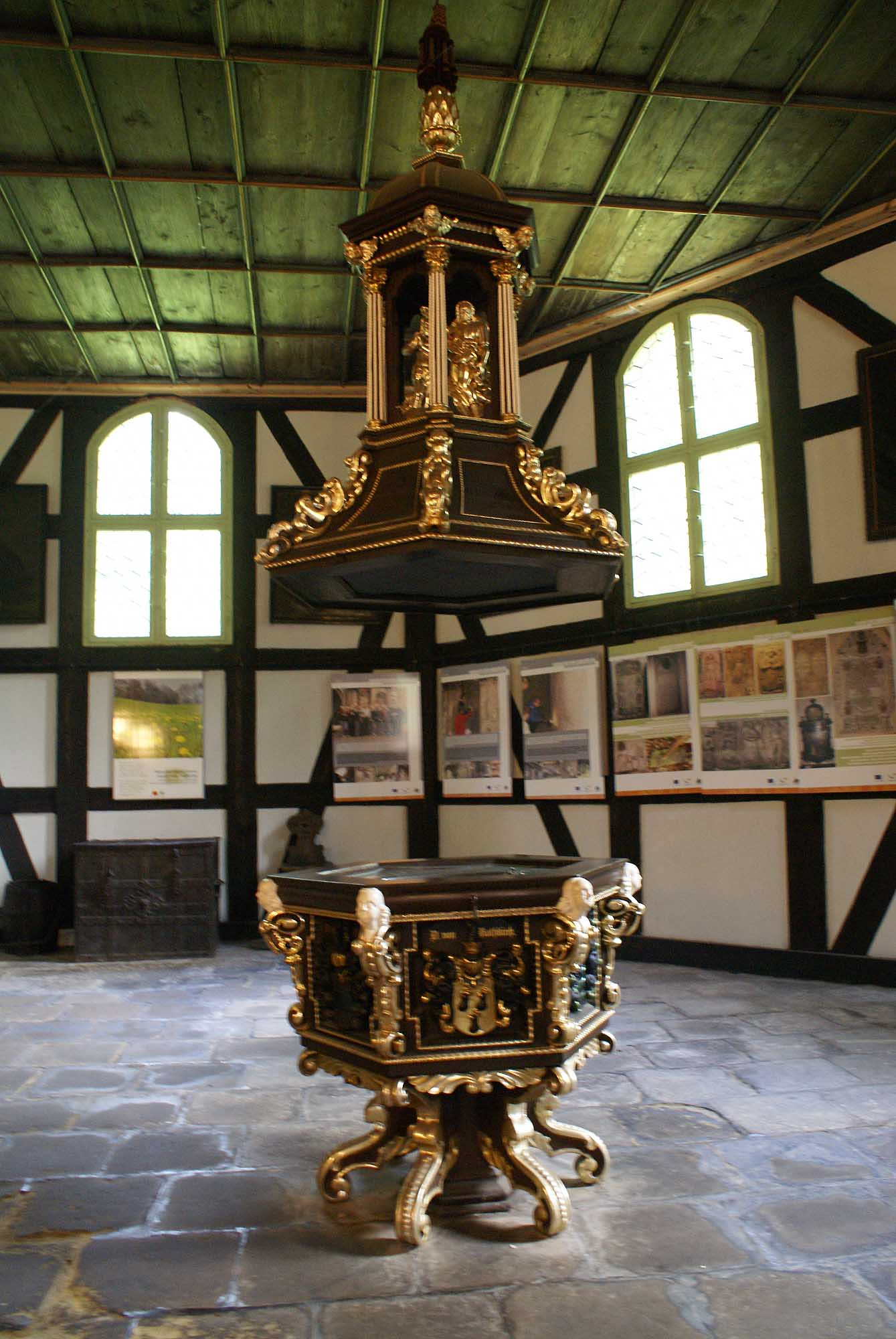
Doopvont